# 아카시 모토지로
아카시 모토지로(일본어: 明石 元二郎, 1864년 9월 1일(겐지 원년 8월 1일) ~ 1919년(다이쇼 8년) 10월 26일)는 메이지, 다이쇼 시대의 일본 제국 육군의 군인이며 화족이다. 한국통감부 경무총장, 제6사단장, 대만 총독 등을 역임하였다. 프랑스와 러시아에서 일본공사관 무관을 지냈다. 최종 계급은 육군대장 훈1등 공3급 남작이다.

## 생애

### 초기 군생활
아카시는 1864년 번사 아카시 스케쿠로의 차남으로 후쿠오카번 다이묘 마을에서 태어났다. 번교 수유관(현재 후쿠오카 현립 수유관 고등학교)을 거쳐서 1883년에 일본 육군사관학교(육사 6기)를 졸업하고, 1889년에 육군대학교(5기)를 졸업한다.
독일 유학, 프랑스령 인도차이나 출장, 미국-스페인 전쟁의 마닐라 관전 무관을 거쳐, 1901년에 프랑스 주재 무관이 되었다. 1902년에 러시아 제국 공사관에 소속된 육군 무관으로 전임한다. 수도 상트 페테르부르크에 있는 러시아 공사관에 부임한 후 영일 동맹에 기초한 정보 협력을 통해 영국 비밀 정보부의 스파이인 시드니 레일리와 알게 되어 친구가 되었다.
아카시의 요청에 따라 레일리는 1903년에 건축용 목재 무역상으로 위장하여 전략적 요충지인 뤼순으로 이주하여 목재 회사를 개업한 뒤 러시아군 사령부의 신뢰를 얻었고, 러시아 군사 동향에 관련된 정보와 뤼순 요새 도면 등을 영국과 일본에 넘겨주었다.

### 러일 전쟁 참전
러일 전쟁이 발발하자 중립국 스웨덴으로 옮겨 이후 이 땅을 본거지로 활동한다. 러일 전쟁 당시의 일본 제국의 국가 예산은 2억 3,000만 엔 정도였다. 야마가타 아리토모의 결단으로 참모본부는 이 가운데 아카시(당시 계급은 대령)에게 예산의 250분의 1에 해당하는 100만엔(지금의 가치는 400억엔 이상)을 활동 자금으로 지급하여 러시아 혁명 지원 공작을 획책했다. 이 점에 대해서 2013년 평론가 니시베 스스무는 다음과 같이 평했다.
| “ | “러일 전쟁 때 일본에도 아카시 모토지로라는 훌륭한 스파이가 있었습니다. 그가 사용한 공작금은 지금 기준으로 말하면 수백억 엔이었습니다. 1조 엔이라는 이야기도 들은 적이 있습니다. 그래서 1905년 러시아 혁명을 부추긴 것입니다. 여기에는 과연 차르도 밀리고 말았습니다.” | ” |

주로 유럽 전역의 반제국 조직에 선심성 예산을 지원하며, 일본 육군 최대의 교란전을 펼쳤다. 이후 아카시의 손이 된 《낙화유수》(落花流水)를 통해 항간에 전해진 구체적인 공작 활동으로는 정보 수집이나 파업, 태업, 무력 봉기 등이며, 아카시의 공작이 진행되면서 러시아 국내는 불안이 증폭되었고, 반전의 기운이 고조되었다고 한다.
러시아, 독일, 영국 등지에서 러시아 내분공작을 벌였다. 공작금만큼 러시아 내에 폭동이 일어났다고 하고, 레닌, 가폰 신부, 공산주의 사상가 표트르 크로폿킨, 핀란드의 독립운동가 콘니 칠리아쿠스, 민권사회당의 수령격인 플레하노프, 자유당의 좌경파 인물 슬르베, 막심 고리키 등 수많은 인사와 접촉하며 그들과 아카시는 제정러시아를 몰락하게 하는데 국적을 초월한 동지로 알려졌다.

### 조선총독부 재직 시절
단기전을 꾀한 일본 입장에서 제정 러시아 내부의 이런 반체제 인사들이 내부에서 계속 종전을 주장하면서 입지가 강화되는 것이 큰 도움되고, 이토 히로부미는 아카시 혼자 일본군 10개 사단의 일을 했다고 찬양하였다. 이후 아카시는 한국에 통감부 설치후 경무총감 겸 주차헌병사령관으로 와서 13도창의군의 허위 심문. 한국에서 경험을 반성하여 대만에서는 인자한 총독이 되었다라고 전해졌다.
40세 때 그는 대령으로 진급되었다.

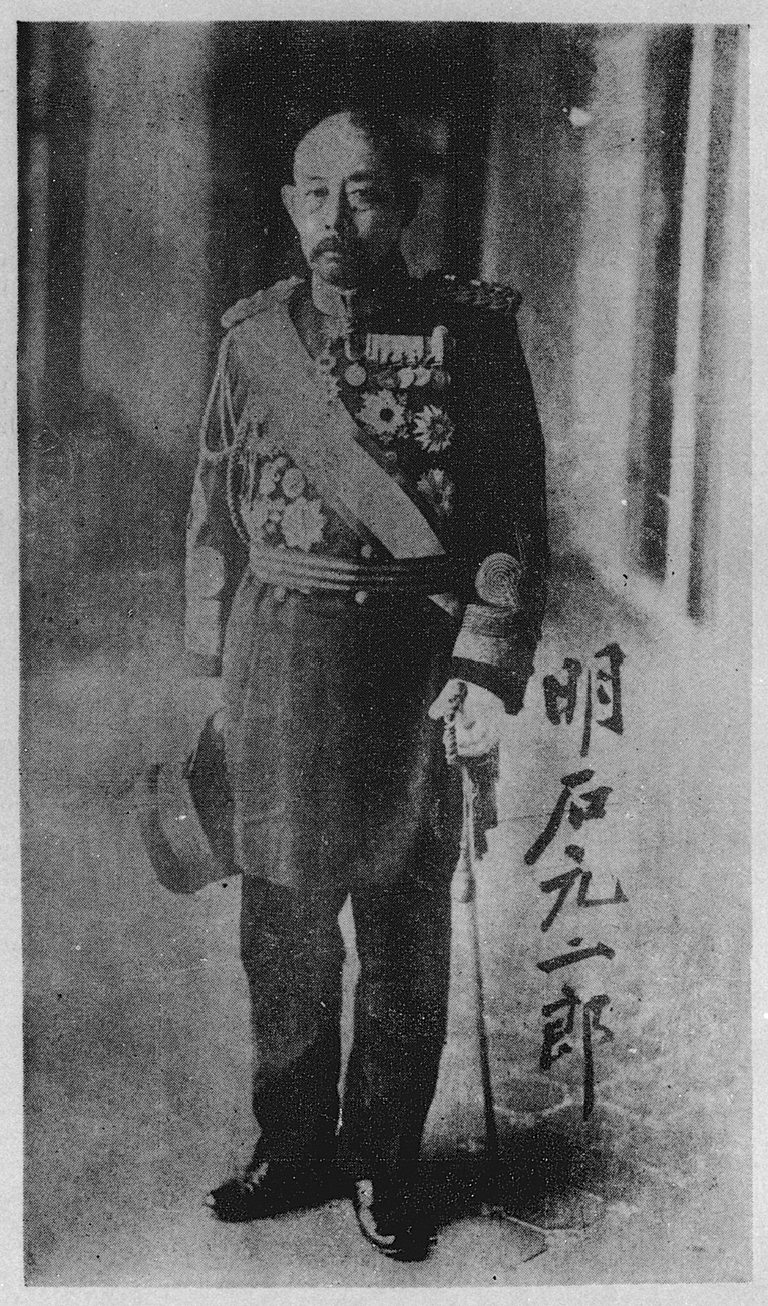
조선총독부 경무국 총감 시절의 아카시

1905년 전쟁의 말기로 대비에 그는 일본으로 송환되어 부인과 이혼하고, 재혼하여 보병 14단의 명령에서 소장으로서 조선에서 지상군에 입대하였다.
아카시는 흑룡회 안으로 자신의 가까운 연락들로부터 성원을 받기로 알려지고, 그들의 많은 정치적 목표들을 확실히 나누었어도 그의 이름은 그들의 회원 명단에 나타나지 않았고 자신이 사실 회원이 아닌 것처럼 보였다. 전쟁이 끝난 후, 그는 데라우치 마사타케 장군과 조선에 남아 헌병을 결성하였다. 49세에 중장으로 진급되었다.

### 타이완 총독 취임 시절
1918년 아키시는 대장으로 진급되고 데라우치 총리에 의하여 대만 총독으로 임명되었다. 그는 또한 화족 계급 아래 남작 직위를 받기도 하였다.
자신의 잠시 보유 기간 동안에 아카시는 타이완의 기본적 시설과 경제를 향상시키는 데 중요한 노력들을 쏟고, 특히 자신의 대전 계획들과 타이완 전력 공사의 창조와 리위에탄 수력발전소 계획으로 기억되고 있다. 아카시는 진흙물의 강 근처로부터 물을 끌어들이는 데 콘크리트 파이프를 세우고 강으로부터 흡관된 물과 함께 큰 댐을 건설하였다.
아카시의 타이완에 거대한 공로는 1만 6천 마일(2만 6천 킬로미터)이나 되는 "카난 관개 시스템"의 건설이었다. 그일은 당시 1년의 예산보다 더 많이 정부에 비용을 들였다. 일본 국회는 1918년 2천 6백만 엔의 여분의 할당을 위한 특별법을 통과시켜야 했다.

## 사후

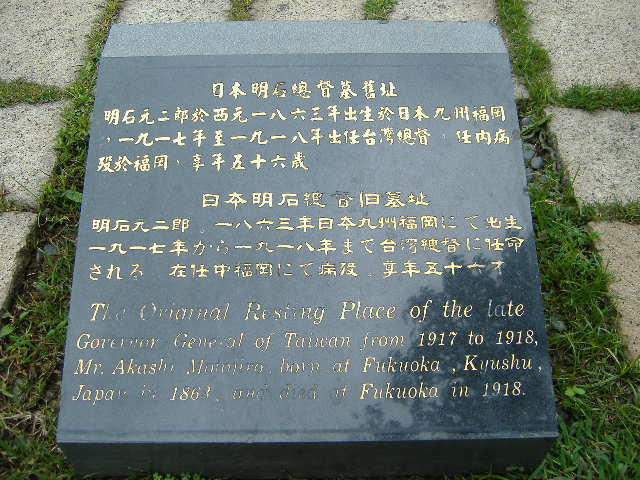
타이베이에 있던 아카시의 원래 묘비

총독직을 맡은지 1년 후 자신의 고향 후쿠오카시를 방문하는 동안 지병으로 사망하였다. 자신의 유언에서 아카시는 "국민적 수호자와 타이완 국민을 위한 수호적 영혼으로 섬기는 데" 타이완에 안장되고 싶은 욕망을 표현하였다.
그는 다이호쿠주에 있는 묘지에 매장되어 타이완에 묻힌 단 하나의 일본 총독이 되었다. 타이완인들은 그의 가족을 위한 모금을 후원하고, 기념비를 세우기 위하여 오늘날의 3백만 미국 달러를 기증하였다. 그의 유해는 1999년 신타이페이 싼즈구에 있는 푸윈산 기독교 묘지에 재안치되었다.

## 저서
- 《낙화유수 : 아카시 모토지로 대장 유고집》(落花流水：明石元二郎大将遺稿, 육군참모본부에 대한 복명서 국립 국회도서관 소장)

히로세 요시히로 감수, 편집, 해제 『근대외교 회고록 제2권』（유마에서방, 근대 미출간사료총서5, 2000년)에 수록

## 같이 보기
- 대만일치시기